# Текила
Текила (шп. Tequila) је алкохолно пиће које се производи околини Текиле, града у Мексичкој савезној држави Халиско. Прави се од биљке плаве агаве и садржи 35—55% алкохола. Пиће је у Текили први пут произведено у 16. веку. Но већ су Астеци, прије доласка конкистадора 1521, правили ферментирано пиће од агаве које су звали октли (octli), а које је касније добило популарније име - пулке (pulque). Кад су Шпанци исцрпили залихе брендија, почели су дестилисати астечко пиће.
Око 1600, Дон Педро Санчез од Тагле, маркиз од Алтамира, почео је са интензивном производњом текиле у првој „фабрици“ у модерном Халиску. Године 1608. колонијални гувернер је увео порез на овај производ. Текила какву данас познајемо почела је да се производи почетком 19. века у Гвадалахари, а у 20. веку постала је популарна широм света. Поља плаве агаве и древне дестилерије у околици Текиле данас су на попису светске баштине. Неке се врсте текиле и даље производе у породичним дестилеријама, док се најпознатије производе у великим мултинационалним корпорацијама. У Мексику преко 100 дестилерија производи 600 врста текиле, док је укупно регистровано преко 2000 врста текиле. 
Црвена вулканска тла у региону Текиле су веома погодна за узгој плаве агаве, а више од 300 милиона биљака се тамо убира сваке године. Агава расте различито у зависности од региона. Плаве агаве које се узгајају у планинском региону Лос Алтоса су веће и слађе по ароми и укусу. Агаве које се беру у долини имају зељастији мирис и укус. Због свог историјског и културног значаја, регион у близини Текиле проглашен је Унесковом светском баштином 2006. године, Пејзаж агаве и древни индустријски објекти Текиле.
Мексички закони наводе да се текила може производити само у држави Халиско и ограниченом броју општина у државама Гванахуато, Мичоакан, Најарит и Тамаулипас. Текила је призната као мексички производ са ознаком порекла у више од 40 земаља. Она је била је заштићена преко NAFTA уговора у Канади и Сједињеним Државама до јула 2020. године, кроз билатералне споразуме са појединачним земљама као што су Јапан и Израел, и била је заштићена ознака порекла производа у Европској унији од 1997. године.
Поред географске разлике, текила се разликује од мескала по томе што се прави само од плаве агаве, а напици се припремају на различите начине. Текила се обично служи неразређена у Мексику и као сољу и лимуном широм света. Текила мора имати између 35 и 55 процената алкохола (70 и 110 америчких доказа).

## Врсте
Текила се обично класификује у пет категорија: 
- оро (златна) — текила која је млада и искварена, што значи да се додају карамел, шећер или глицерин тако да слични укусу старије текиле.
- бланко (бела) или плата (сребрна) — бело алкохолно пиће.
- репосадо (одлежала) — „одлежала“ је минимално 2 месеца, али краће од годину дана у храстовој буради.
- ањехо (стара или одређено годиште) — „одлежала“ је минимално годину дана, али мање од 3 године у храстовој буради.
- екстра ањехо (екстра стара) — „одлежала“ је минимално 3 године у храстовој буради. Ова категорија уведена је у марту 2006.

Процес старења мења боју текиле, али каткад се независно од старости додаје карамел како би се добила тамна боја. Што је старија, текила је тамнија, док је тек произведена безбојна. Погрешно је схватање да неке текиле имају црва у боци. Црв је заправо једна врста мољца Hypopta agavis који живи на агави. Проналазак мољца на биљкама током процеса производње резултује нижим квалитетом производа.

## Конзумирање
Текила се послужује са сољу и кришком лимуна, на начин који се зове текила круда, понекад названа и „полижи—сркни—посиши“, а који се односи на начин комбиновања састојака. Особа која пије текилу, овлажи предњи део длана између палца и кажипрста и посоли га. Затим полиже со, попије текилу и посише лимун. Со ублажава жестину текиле, док воће уравнотежује и зачињује укус.
У Мексику се текила пије са сангријом, слатким, зачињеним пићем од наранџиног сока, а може и од парадајза или чилија, тако да се наизменично пију једнаке количине текиле и сангрије. У Немачкој и још неким државама уместо соли и лимуна користи се цимет и кришка наранџе.

## Хемија